# Tipula (Serratipula) cylindrata
Tipula (Serratipula) cylindrata is een tweevleugelige uit de familie langpootmuggen (Tipulidae). De soort komt voor in het Nearctisch gebied.